# William Mejía
Willam Mejía Arias (Heredia, 11 de marzo de 1964) es un exfutbolista costarricense.

## Trayectoria
Inició su carrera deportiva con las juveniles barbareñas y en 1984 obtiene un decoroso tercer lugar nacional en el torneo nacional de La Amistad y Los Pueblos. Además un subtítulo con la Selección de Atlás Eléctrica en las primeras divisiones de Juegos Deportivos laborales organizado por la Dirección Nacional de Deportes.
Su debut en divisiones mayores (Alto Rendimiento) fue en la liga de ANAFA en el año 1985 con A.D Machado que campeoniza a nivel distrital y cantonal. Y el combinado de Santa Bárbara va a nivel interregional por el ascenso a la Segunda Liga Superior Aficionada.
Dentro de sus amigos, compañeros jugadores de selección barbareña estaban Ademar Vargas Cantillano, Rafael Ángel Mejias Hidalgo, Jorge Luis Espinoza Alvarado, Gerardo Arias Solís, Marvin Herrera Centeno, Enrique Duarte González, Jesús Solís Vega y Fabio Aguilar Paniagua, quien fue guardameta de la A.D. Barbaraña en segunda división.
Luego con el Club Sport Herediano consigue los títulos de campeón en las temporadas de 1985 y 1987. Aparte de los florenses jugó con la A.D Belén Calle Flores, Club Sport Uruguay, Deportivo Saprissa y San Carlos entre las temporadas 1988 y 1994 en la Segunda y Primera División de Costa Rica.
Jugadores del Club Sport Herediano entre los años 1985, 1986 y 1987:
William Mejía, Adonis Hilario, Gerardo Sequeira, Julio Morales, Alexis Rojas, José Rodríguez, Norman Amores, Miguel Lacey, Rónald Marín, Minor Mathis, Tomás Velásquez, Juan C. Masís, Germán Chavarría, Rafael Solano, Nilton Nóbrega, Alexis González, Carlos Camacho, William Hernández, Claudio Jara, Yanán Villegas, Jorge Rivaga, Álvaro Castro, Sidney Edwars, Jorge Chacón, Franklin Carrillo, Jorge A. Hidalgo, Rodolfo Jarret, Luis R. Ledezma, Roberto Carmona, Freddy Munguío, Rónald Marín, Marvin Obando, Jorge Cheves, Norberto Huezo, Luis "Neco" Fernández, Javier Wanchope, Sivianny Rodríguez, Gerardo Villalobos, Mario Orta, Herberth Montero, Carlos Camacho.
El 4 de abril en la temporada 1991-92 William Mejía le anota al América de México por la CONCACAF, junto con Benjamin "mincho" Mayorga. Y luego pasa con los Toros del Norte (A.D. San Carlos) con la conducción de Leroy Lewis (D.T), Walter Garth, Danilo Brenes, Jose Mario Rodríguez y Edgar Navarrete.
Planilla del Club Deportivo Saprissa 1991- 1992
Guardametas: José Arturo Hidalgo, Geovanny Ramírez Luna y Álvaro Fuentes. Defensas: Vladimir Quesada, Roger Flores, Alexis Camacho, Enrique Díaz, Marvin Obando. Volantes: Benjamín Mayorga, Ronald González, Eddy Picado, Rolando Fonseca, Sergio Benavides, Carlos Mario Hidalgo, Didier Morales y William Mejía Arias. Delanteros: Gilberto Rhoden, Evaristo Coronado y Jose Haikel. Leony Flores, Adonis Hilario, Máx Sánchez, Víctor Cordero, Luis Jose Herra Lara, William Vargas, Alejandro Sequeira y Ronald Caravaca.
Rolando  Villalobos (D.T), Marcelo Emanuele (Preparador Físico), Walter Arguedas (Preparador de porteros), Carlos Palavicini (Jefe de médicos), Alexis Chacón (Masajista) y Mario Obando (Utilero).

En la temporada 1992-93. William Mejía es el primer anotador del campeonato con la A.D. San Carlos con libre a los seis minutos del cotejo ante la A.SO.DE.LI. Luego hicieron los otros dos goles Carlos Garth y Deiver Vega. El Técnico era Leroy Lewis.
Los jugadores sancarleños estaban conformados de la siguiente manera: Jorge Chacón, William Mejía, Carlos Rodríguez, Deiver Vega, Edgar Navarrete, Walter Garth, Jimmy Vargas, Ronny Díaz, José Mario Rodríguez, Fernando Texeira, Hernán Paniagua, Dagoberto Mendez, Cristian Campos, Danilo Brenes, entre otros.
Entre las temporadas 1999-2000 William Mejía Arias fue asistente técnico del señor Rolando "cadáver" Villalobos en la selección sub-23 de Costa Rica. Y para la temporada 2000-2001 toma las riendas de la A.D Barbareña en la Primera División.

## Clubes
| Club                       | País       | Año       |
| -------------------------- | ---------- | --------- |
| Selección de Santa Bárbara | Costa Rica | 1985      |
| C.S. Herediano             | Costa Rica | 1985-1988 |
| A.D Belén Calle Flores     | Costa Rica | 1988-1989 |
| C.S. Uruguay de Coronado   | Costa Rica | 1989-1990 |
| C.S. Herediano             | Costa Rica | 1990-1991 |
| Deportivo Saprissa         | Costa Rica | 1991-1992 |
| A.D. San Carlos            | Costa Rica | 1992-1993 |

## Palmarés

### Como jugador
| Título                         | Club          | País       | Año  |
| ------------------------------ | ------------- | ---------- | ---- |
| Tercera División de Costa Rica | Santa Bárbara | Costa Rica | 1985 |
| Primera División de Costa Rica | C.S Herediano | Costa Rica | 1985 |
| Primera División de Costa Rica | C.S Herediano | Costa Rica | 1987 |